# マーカス・トニーエル
マーカス・トニーエル（Marcus Toney-EL, 1982年2月8日 - ）は、アメリカ合衆国ニュージャージー州イーストオレンジ出身のプロバスケットボール選手。ポジションはフォワード。198cm、95kg。
セトンホール大学で活躍し、卒業後の2005-06シーズンはABAのジャージー・スクワイヤーズ、ニューアーク・エクスプレスでプレイした。
2005-06シーズン途中、当時bjリーグの埼玉ブロンコスに移籍。期待はずれに終わったナンタンブー・ウィリングハムに代わる戦力として1試合平均22.2得点（リーグランキング2位）、9.9リバウンド（同7位）と活躍し、2006-07シーズンもプレー。